# 福身王

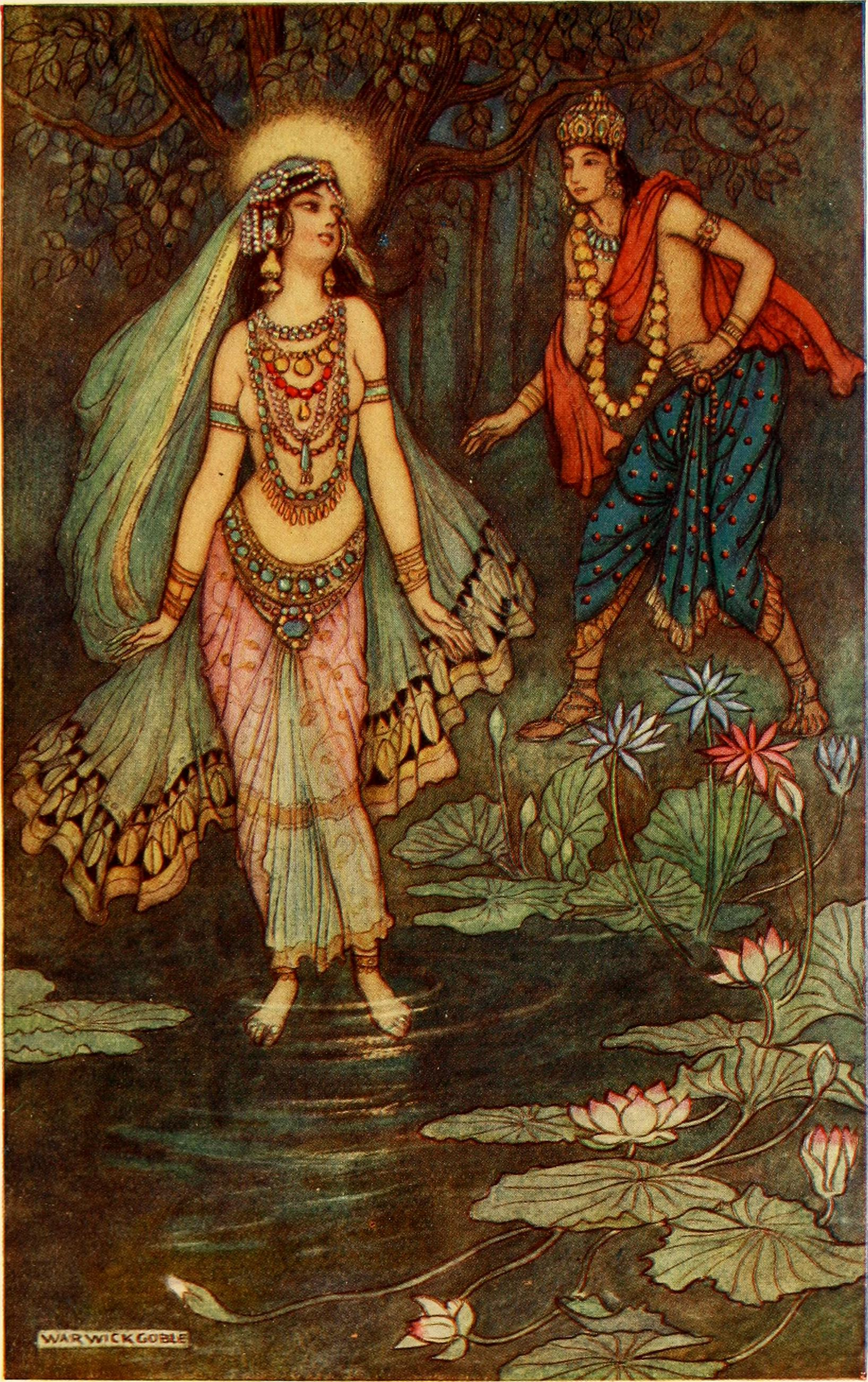
福身王遇到恆河女神

福身王（拉丁字母轉寫：Shantanu），摩訶婆羅多人物。他是月亮王朝之國君，波羅底波（Pratipa）之子，俱盧族與般度族之始祖。其上有天友（Devapi）和波力迦（Bahlika）兩位兄長。

## 傳說
相傳古時有八位婆蘇神偷了極裕仙人（Vashistha）的如意神牛（Kamadhenu），於是受到仙人詛咒而失去神性。後來他們向仙人求情，獲得了貶謫至凡間後立即就能重返天庭的赦免，但光之神波羅跋娑 （Prabhasa，即天父Dyaus）身為策劃偷竊的主謀，因此必須留在人間。眾婆蘇神向恆河女神求助，於是女神下凡，嫁給福身王。婚後女神將依次投胎出身的婆蘇神轉世丟入河中淹死，讓祂們重返天界，但最後一個兒子被父親阻止而倖存，女神因此現出原形離去，這個孩子就是光之神的轉世毗濕摩；之後福身王又娶了美女貞信，生下花釧（Citrangada）和奇武兩個兒子，並收養有年仙人（Saradvan，喬達摩仙人之子）的一對兒女，將他們命名為慈憫（男為Kripa、女為Kripi）。